# Craugastor cuaquero
Espèce
Synonymes
- Eleutherodactylus cuaquero Savage, 1980

Statut de conservation UICN

 DD  : Données insuffisantes
Craugastor cuaquero est une espèce d'amphibiens de la famille des Craugastoridae.

## Répartition
Cette espèce est endémique de la province de Puntarenas au Costa Rica. Elle se rencontre à Monteverde de 1 520 à 1 600 m d'altitude sur la cordillère de Tilarán dans le canton de Puntarenas.

## Description
Les mâles mesurent de 33 à 47,5 mm et les femelles de  à mm.

## Publication originale
- Savage, 1980 : A new frog of the genus Eleutherodactylus (Leptodactylidae) from the Monteverde Forest Preserve, Costa Rica. Bulletin Southern California Academy of Sciences, vol. 79, no 1, p. 13-19 (texte intégral).